# Lago Okanagan
El lago Okanagan (en okanagan: kɬúsx̌nítkw) está ubicado en el valle de Okanagan al sur de la Columbia Británica en Canadá. De conformación alargado, grande y profundo. Tiene una longitud de 135 km, entre 4 y 5 km de ancho y una superficie de 351 km².

## Hidrografía

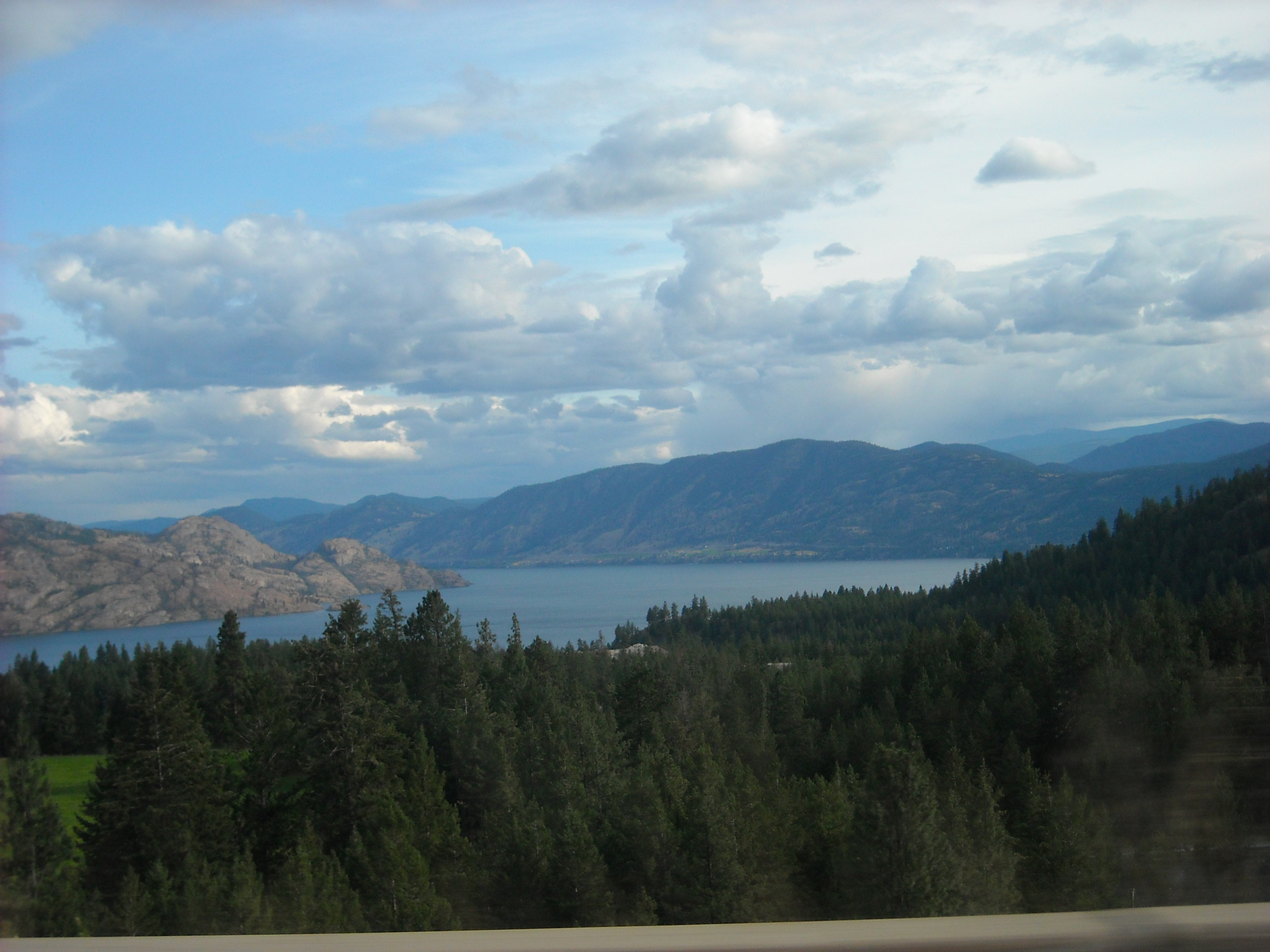
Otra vista del lago Okanagan

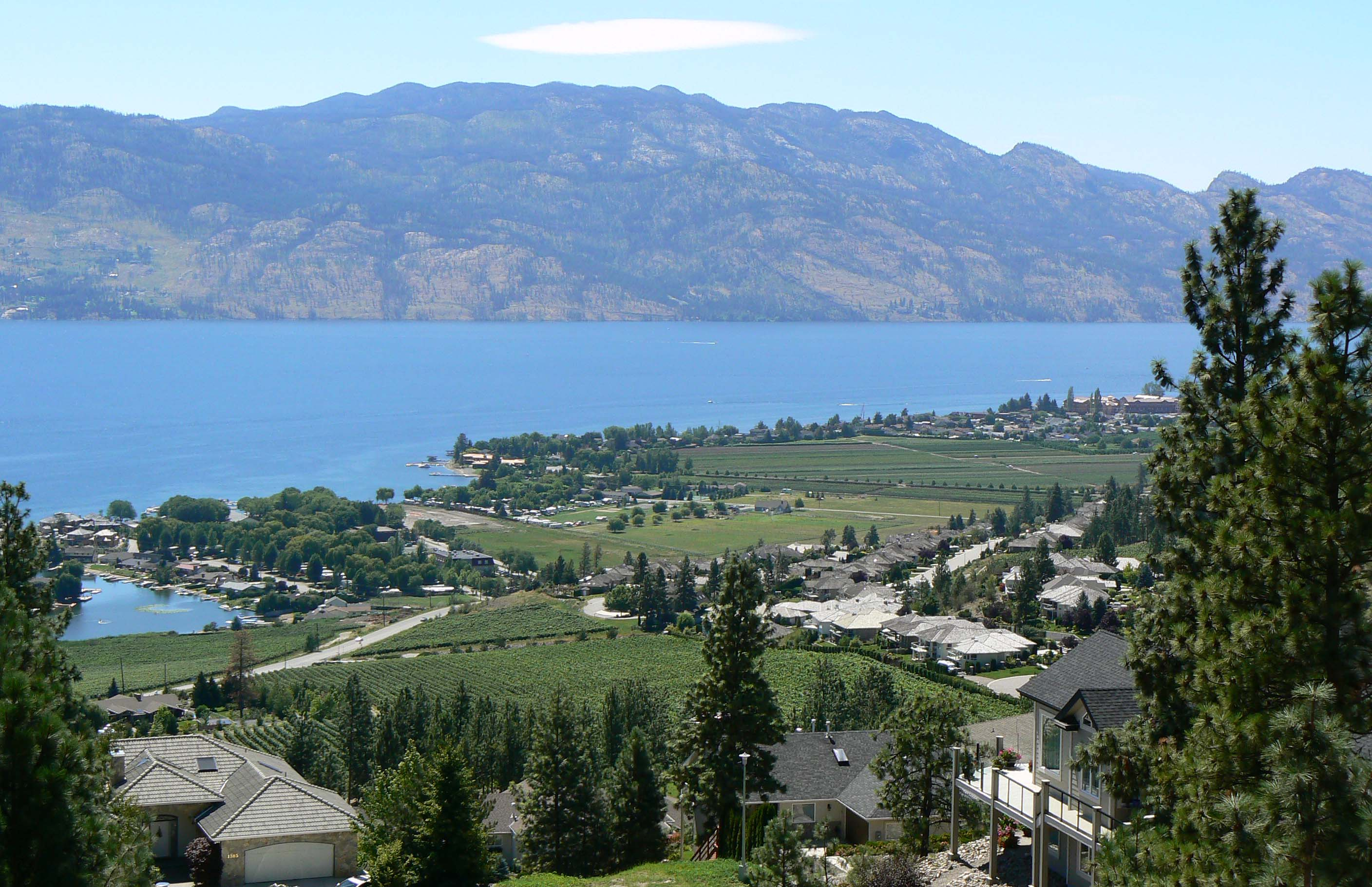
Vista de West Kelowna

El lago Okanagan es alimentado por varios arroyos pequeños, siendo el mayor de ellos el Mission. El lago es drenado por el río Okanagan, que sale por su extremo sur a través de un canal que atraviesa la ciudad de Penticton hasta el lago Skaha, desde donde el río continúa hacia el sur por el valle hacia la frontera con los Estados Unidos, donde entra en el condado de Okanogan, Washington, hasta su confluencia con el río Columbia. El lago tiene una orientación general de norte a sur y está compuesto por tres áreas: una gran cuenca norte, una cuenca central o media y una cuenca sur.
El río Okanagan tiene un caudal pequeño en comparación con el volumen del lago y la renovación de las aguas del lago no es muy importante. Por ello es un lago meromíctico, es decir, su superficie y profundidad son tan grandes que sus aguas apenas se mezclan.
El lago se formó hace unos 10.000 años, después del último período glacial, cuando se derritió la capa de hielo que cubría la zona. Es un vestigio de un gran lago post-glacial, el lago Penticton. Algunas zonas del lago tienen hasta 750 m de rellenos de sedimentos glaciales y postglaciales que fueron depositados durante el pleistoceno. Son notables en el valle de Okanagan las terrazas aluviales, que se formaron debido a la periódica bajada del nivel del lago Penticton. Estas terrazas son ahora ampliamente utilizadas tanto para la agricultura como al cultivo de fruta.
La profundidad máxima del lago es de 232 m cerca de la isla de Grant (también llamada isla Whiskey o isla Seagull [Gaviota] por los lugareños). Hay otra isla conocida, la isla Rattlesnake [serpiente de cascabel], mucho más al sur, en la zona de punta Squally. Los principales accidentes lacustres son la isla Rattlesnake (una pequeña isla al este de Peachland), punta Squally (un acantilado que es un área de buceo popular), y Fintry Delta en el lado occidental.

## Asentamientos del lago

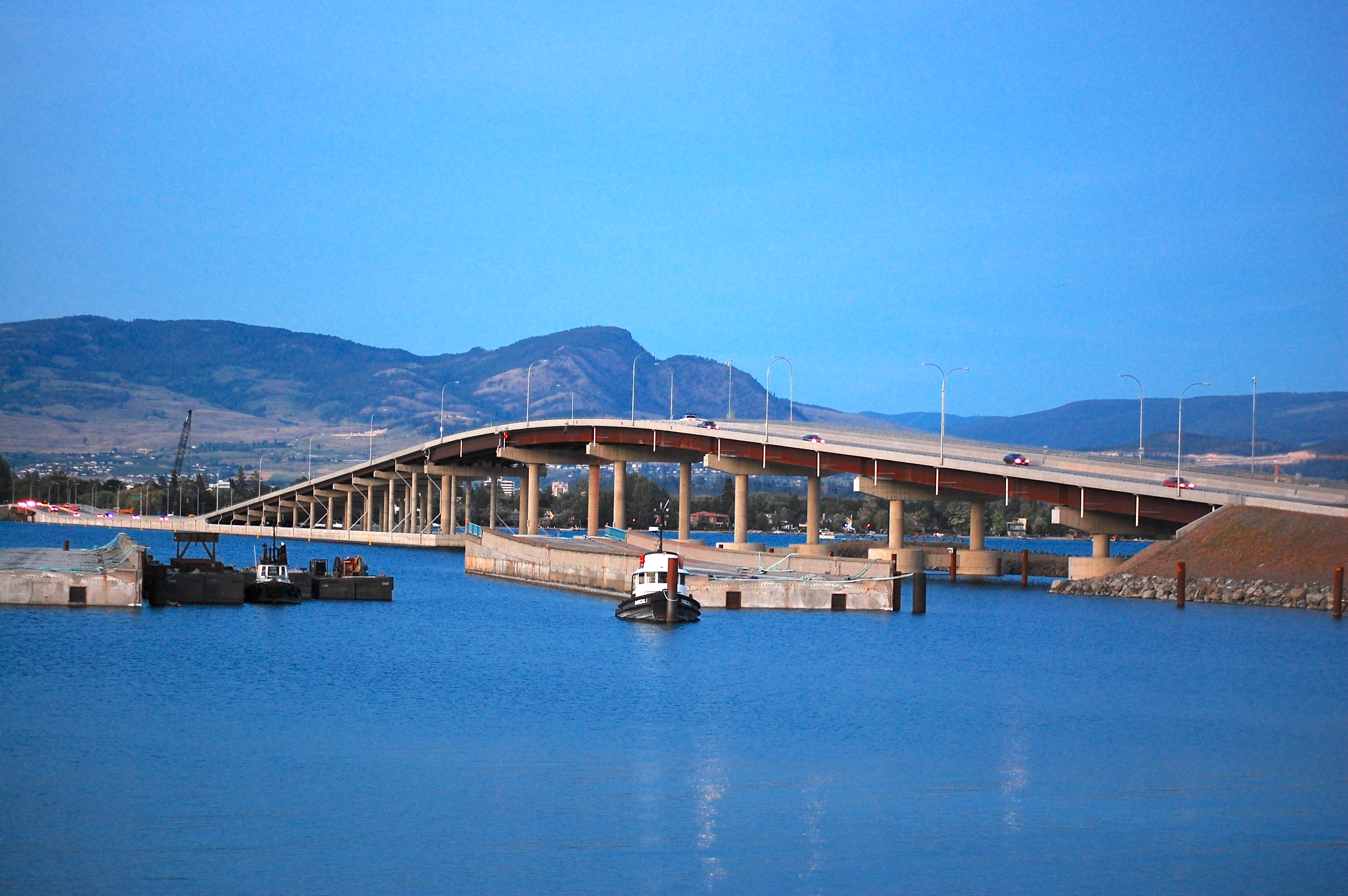
El puente William R. Bennett

Hay varias ciudades que bordean el lago, como Vernon (35 944 hab. en 2006) en el norte; Penticton (31 909 hab. en 2006), en el sur; Kelowna (117 312 hab. en 2011) y West Kelowna (3930 hab. en 2006), en el centro, así como las municipalidades más pequeñas de Lake Country (11 708 hab. en 2011) (al norte de Kelowna), Peachland (5200 hab. en 2011) (al sur de West Kelowna), y Summerland (11 280 hab. en 2011) (noroeste de Penticton).
El lago es atravesado por un puente de cinco carriles, el puente William R. Bennett (William R. Bennett Bridge), un puente de pontones con un alto arco central para dejar pasar el tráfico de barcos que conecta Kelowna con el distrito de West Kelowna y la comunidad de Westbank. Este puente sustituyó el 30 de mayo de 2008 a otro puente de pontones flotante de tres carriles, el puente Okanagan Lake (Okanagan Lake Bridge), que solo tenía un palmo de elevación sobre el agua y no dejaba paso para grandes embarcaciones.
En el lago se han establecido varias áreas protegidas: los parques provinciales de Okanagan Mountain y el de Bear Creek, el parque provincial y área protegida Fintry, el parque Knox Mountain.
Ambas riberas del lago tenen carreteras: en la ribera occidental, la carretera provincial 97 y luego la Westside Road lo rodean por entero; y en la ribera oriental, solo parcialmente la recorren en su extremo norte, por la Okanagan Central Road y la Carr Landing Road.

## Recreo
En el área del lago  parques y playas que hacen que la navegación y la natación sean actividades muy populares. El lago es el hogar de varias especies de peces, como la trucha arco iris y salmón rojo. Algunos dicen que el lago tiene su propio monstruo,  una criatura gigante con forma de serpiente llamada Ogopogo.

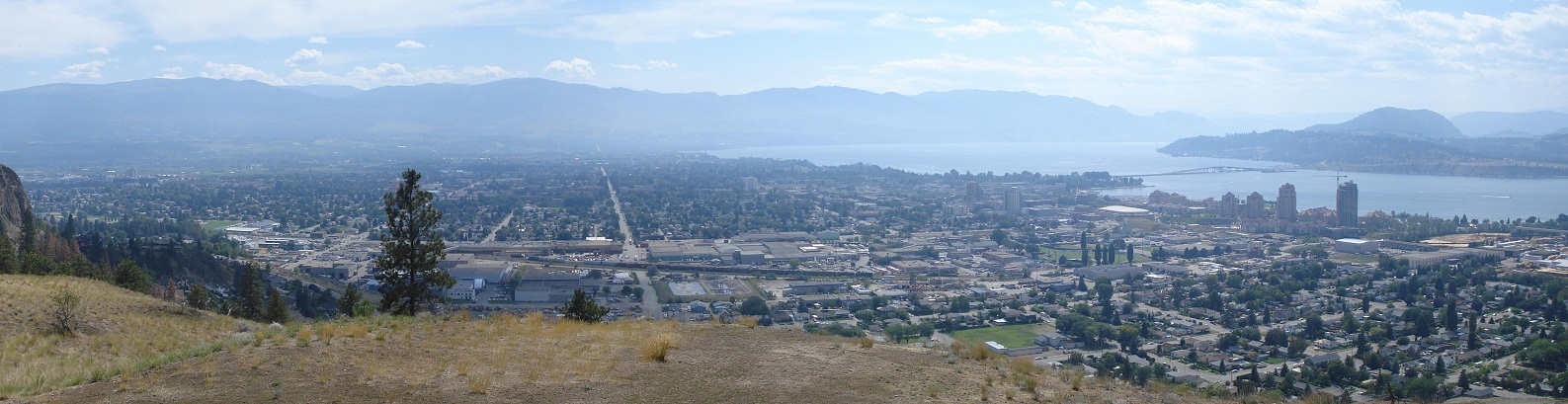
Panorámica del lago Okanagan con la ciudad de Kelowna en primer plano

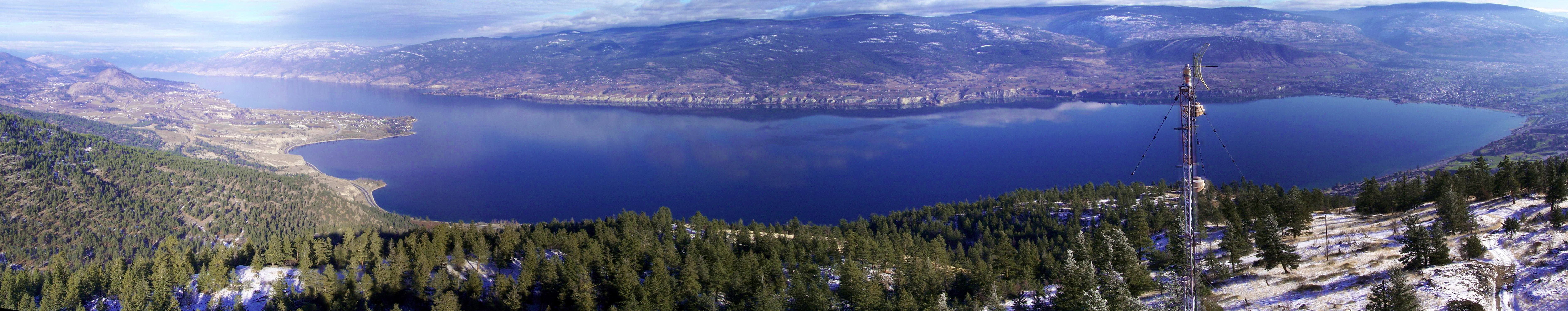
Panorámica del lago Okanagan